# Jon Errasti
Jon Errasti Zabaleta (ur. 6 czerwca 1988 w Eibarze) – hiszpański piłkarz występujący na pozycji pomocnika w SD Eibar.

## Statystyki klubowe
| Sezon   | Klub            | Kraj      | Liga               | Mecze | Bramki | Puchar Kraju | Mecze | Bramki |
| ------- | --------------- | --------- | ------------------ | ----- | ------ | ------------ | ----- | ------ |
| 2007/08 | Real Sociedad B | Hiszpania | Segunda División B | 1     | 0      | –            | –     | –      |
| 2008/09 | Real Sociedad B | Hiszpania | Segunda División B | 27    | 0      | –            | –     | –      |
| 2009/10 | Real Sociedad B | Hiszpania | Segunda División B | 0     | 0      | –            | –     | –      |
| 2010/11 | Real Sociedad B | Hiszpania | Segunda División B | 31    | 0      | –            | –     | –      |
| 2011/12 | Real Sociedad B | Hiszpania | Segunda División B | 33    | 0      | –            | –     | –      |
| 2012/13 | SD Eibar        | Hiszpania | Segunda División B | 34    | 0      | –            | –     | –      |
| 2013/14 | SD Eibar        | Hiszpania | Segunda División   | 32    | 0      | –            | –     | –      |
| 2014/15 | SD Eibar        | Hiszpania | Primera División   | 25    | 0      | Puchar Króla | 2     | 0      |
| 2015/16 | Spezia Calcio   | Włochy    | Serie B            | 27    | 2      | –            | –     | –      |
| 2016/17 | Spezia Calcio   | Włochy    | Serie B            | 18    | 0      | Puchar Włoch | 2     | 0      |
| 2017/18 | AD Alcorcón     | Hiszpania | Segunda División   | 29    | 0      | –            | –     | –      |
| 2018/19 | AD Alcorcón     | Hiszpania | Segunda División   | 1     | 0      | –            | –     | –      |

Stan na: 15 października 2018 r.